# Drosophila nigrosparsa (artgrupp)
Drosophila nigrosparsa är en artgrupp inom släktet Drosophila och undersläktet Drosophila. Artgruppen består av fyra arter. Arterna finns i den palearktiska regionen och den relativt välstuderade Drosophila nigrosparsa finns i alpint klimat.

## Arter inom artgruppen
- Drosophila nigrosparsa
- Drosophila secunda
- Drosophila subarctica
- Drosophila vireni